# جيم فالك
جيم فالك (بالإنجليزية: Jim Falk) هو أكاديمي أسترالي، ولد في 26 أكتوبر 1946.